# Camponotus luteiventris
Camponotus luteiventris är en myrart som beskrevs av Carlo Emery 1897. Camponotus luteiventris ingår i släktet hästmyror, och familjen myror. Inga underarter finns listade.